# Suka Jaya (Belitang II)
Suka Jaya is een bestuurslaag in het regentschap Ogan Komering Ulu van de provincie Zuid-Sumatra, Indonesië. Suka Jaya telt 1313 inwoners (volkstelling 2010).